# Chlorurus gibbus
Chlorurus gibbus – gatunek morskiej ryby promieniopłetwej z rodziny skarusowatych.

## Występowanie
Zamieszkuje wody Morza Czerwonego. Żyje na rafach koralowych.

## Opis
Dorasta do 70 cm długości i 4 kg masy ciała.